# Maindronia beieri
Maindronia beieri es una especie de insecto en el orden Zygentoma.
Estos particulares insectos son estrictamente costeros, encontrándose en el norte de Sudán cerca del valle del Nilo.